# Guitar Hero: On Tour
Guitar Hero: On Tour är det första bärbara spelet i Guitar Hero-serien, om man bortser från versionen avsedd för mobiltelefoner. Spelet är exklusivt för Nintendo DS, och släpptes sommaren 2008 över hela världen.

## Gameplay
Det som skiljer Guitar Hero: On Tour från de tidigare delarna är att man här inte har en plastgitarr att spela på. Istället spelar man med hjälp av ett så kallat "Guitar Grip" som man fäster på sin Nintendo DS i luckan avsedd för Game Boy Advance-spel. På tillsatsen finns det fyra knappar (till skillnad från plastgitarrerna där det finns fem knappar). Knapparna har färgerna grön, röd, gul och blå (orange saknas). När noterna passerar på gitarrslingan på den övre skärmen, ska man med hjälp av ett plastplektrum, eller en stylus, dra över den undre skärmen (touch-screenen) samtidigt som man trycker på den angivna knappen/knapparna, för att spela noterna. För att spela spelet krävs det att man håller sin Nintendo DS som en bok.

### Multiplayer
Man kan även spela två stycken, men då krävs det att båda spelarna har en kopia av spelet. Multiplayer-delen liknar väldigt mycket den i Guitar Hero III: Legends of Rock där man spelar en så kallad "Battle". Det gäller att samla attacker genom att träffa speciella noter, och sedan "kasta" över dem till motståndaren. Då måste han/hon utföra en speciell sak, beroende på vilken attack det är, för att gå vidare och kunna spela noterna igen.

## Låtlista
Tier 1: Subway
- "All the Small Things" - Blink 182
- "Are You Gonna Be My Girl" - Jet
- "Do What You Want" - OK Go
- "Spiderwebs" - No Doubt
- "We’re Not Gonna Take It" - Twisted Sister

Tier 2: Rooftop
- "All Star" - Smash Mouth
- "Breed" - Nirvana
- "Hit Me With Your Best Shot" - Pat Benatar
- "Jessie’s Girl" - Rick Springfield
- "This Love" - Maroon 5

Tier 3: Parade
- "China Grove" - The Doobie Brothers
- "Heaven" - Los Lonely Boys
- "Helicopter" - Bloc Party
- "Rock and Roll All Nite" - Kiss (framförd av Line 6)

- "What I Want" - Daughtry feat. Slash

Tier 4: Greek Arena
- "Black Magic Woman" - Carlos Santana (cover)
- "Jet Airliner" - Steve Miller Band (cover)
- "La Grange" - ZZ Top cover
- "Stray Cat Strut" - Stray Cats
- "Youth Gone Wild" - Skid Row (cover)

Bonus Track
- "Anna Molly" - Incubus
- "I Don’t Wanna Stop" - Ozzy Osbourne
- "Pride and Joy" - Stevie Ray Vaughan
- "Rock the Night" - Europe

## Uppföljare
Kort efter att Guitar Hero: On Tour släpptes, utannonserades en uppföljare. Uppföljaren går under namnet Guitar Hero On Tour: Decades och lanserades 16 november 2008. En tredje del, Guitar Hero On Tour: Modern Hits släpptes 9 juni 2009.